# يو إف سي 302
يو إف سي 302: ماخاشيف ضد بورييه (بالإنجليزية: UFC 302: Makhachev vs. Poirier)‏ هو حدث لفنون القتال المختلطة نظمته يو إف سي، وأُقيم في 1 يونيو 2024، على مركز الحصافة في نيوآرك، نيو جيرسي، الولايات المتحدة.

## الخلفية
يمثل هذا الحدث الزيارة الترويجية العاشرة إلى نيوآرك والأولى منذ حدث يو إف سي 288 في مايو 2023.
ترأس الحدث نزال بطولة يو إف سي للوزن الخفيف بين البطل الحالي إسلام ماخاشيف والبطل المؤقت السابق داستن بورييه.
أُقيم نزال في الوزن المتوسط من خمس جولات بين بطل يو إف سي للوزن المتوسط السابق شون ستريكلاند والمنافس على اللقب السابق باولو كوستا في الحدث الرئيسي المشترك.
كان من المتوقع إجراء نزال في الوزن الثقيل بين بطل العالم السابق للوزن الثقيل في بيلاتور ألكسندر فولكوف وجيلتون ألميدا في هذا الحدث. ومع ذلك، تم إلغاء النزال لأسباب غير معروفة وتم حجز فولكوف لحدث يو إف سي على إيه بي سي: ويتيكر ضد أليسكروف ضد المنافس المؤقت السابق على لقب بطولة يو إف سي للوزن الثقيل سيرجي بافلوفيتش. واجه ألميدا ألكسندر رومانوف بدلاً من ذلك.
نزال وزن القشة للسيدات بين بطلة بطولة إنفيكتا للقتال لوزن الذرة السابقة ميشيل واترسون غوميز وجيليان روبرتسون كان من المقرر عقده في هذا الحدث. ومع ذلك، تم تأجيل النزال إلى يو إف سي 303 لأسباب غير معروفة.
كان من المتوقع أن يواجه جيريمايا ويلز نيكو برايس في نزال بوزن الوسط. ومع ذلك، انسحب ويلز لأسباب غير معلنة وحل محله أليكس مورونو. التقى برايس ومورونو سابقًا في حدث يو إف سي ليلة القتال: بيرموديز ضد الزومبي الكوري في فبراير 2017، حيث انتهى النزال في الأصل بالضربة القاضية في الجولة الثانية لبرايس، قبل أن يتم قلبها في النهاية إلى بدون فائز بسبب اختباره الإيجابي للماريجوانا.
كان من المتوقع أن يلتقي سو مودايرجي وجوشوا فان في نزال بوزن الذبابة في هذا الحدث. ومع ذلك، انسحب سو في أواخر أبريل لأسباب غير معلنة. تم استبداله بتاتسرو تايرا. في المقابل، تم نقل كلا المقاتلين إلى حدث يو إف سي على إي إس بي إن: بيريز ضد تايرا من أجل مواجهة خصوم مختلفين.
نزال بالوزن المتوسط بين رومان دوليدز وبطل بطولة القتال التراثية للوزن المتوسط السابق أنتوني هيرنانديز كان من المقرر عقده في هذا الحدث. لكن هيرنانديز اضطر للانحساب من النزال بسبب تمزق في أربطة يده.
كان من المتوقع أن يواجه الفائز بوزن الذبابة في الموسم الثاني من الطريق إلى يو إف سي، بارك هيون سونغ، أندريه ليما. ومع ذلك، فقد انسحب بسبب إصابة في الركبة وتم استبداله بالوافد الجديد للمنظمة نيامجارجال تومندمبريل. بدوره، أُجبر تومندمبريل على الانسحاب من الحدث بسبب مشاكل التأشيرة وحل محله ميتش رابوسو. في قياس الوزن، كان وزن ليما 130 رطلاً، أي أربعة أرطال فوق حد وزن الذبابة. استمر النزال بوزن غير محدد وتم تغريمه بنسبة 30% من أمواله التي سوف تذهب إلى رابوسو.

## النتائج
1. ↑  على لقب بطولة يو إف سي للوزن الخفيف.

## الجوائز الإضافية
حصل المقاتلون التاليون على مكافآت قدرها 50 ألف دولار.
- قتال الليلة: إسلام ماخاشيف ضد داستن بورييه
- أداء الليلة: إسلام ماخاشيف وكيفن هولاند